# Bubble (lenguaje de programación)
Bubble es un lenguaje de programación visual, una plataforma de desarrollo sin código y una plataforma de aplicaciones como servicio, desarrollada por Bubble Group, que permite a personas sin conocimientos técnicos crear aplicaciones web sin necesidad de escribir código. En su lugar, los usuarios dibujan la interfaz arrastrando y soltando elementos en una página y definiendo flujos de trabajo para controlar la lógica. La visión de Bubble es hacer que la codificación manual para aplicaciones web quede obsoleta en gran medida.

## Visión general
La plataforma de desarrollo visual de Bubble se utiliza para crear sitios y aplicaciones web con funcionalidades más avanzadas que las que ofrecen los constructores de sitios web orientados a plantillas, como Wix y Squarespace. Es utilizada por fundadores de startups sin conocimientos técnicos, en escuelas con fines educativos y por otras organizaciones con fines comerciales.
Bubble permite a los usuarios crear aplicaciones web, incluidos sitios de redes sociales como Twitter, mercados como Airbnb y Uber, servicios como Instacart, etc., mediante tutoriales. Bubble ofrece sus propias integraciones de API, plantillas y plugins. Los usuarios de la plataforma también han creado nuevas plantillas, plugins y servicios de terceros integrados en el ecosistema de Bubble.

## Historia
Bubble fue fundada por Emmanuel Straschnov y Josh Haas en 2012 en Nueva York. Bubble lleva siete años funcionando sin ayuda de nadie. En 2019, Bubble recaudó 6 millones de dólares de SignalFire, Neo, Nas, Eric Ries y los fundadores de Warby Parker, Allbirds, Okta, Harry's. Bubble fue nombrada una de las empresas más innovadoras de 2021 por Fast Company. El tráfico web a los sitios web de Bubble ha aumentado a una tasa de crecimiento compuesto superior al 50% de 2017 a 2021.